# Monte Dubia
Il monte Doubia o Doubia (2.463 m s.l.m.) è una vetta delle Alpi Graie che si trova sullo spartiacque tra la val grande di Lanzo e la val d'Ala.

## Etimologia
Il monte Doubia in piemontese significa "doppia cima" in quanto prima della vetta è presente una significativa anticima che si affaccia sul versante della Val d'Ala, dalla quale si perviene alla cima vera e propria (sormontata da un grosso ometto di pietre) solo dopo aver attraversato un lungo falsopiano erboso.

## Descrizione

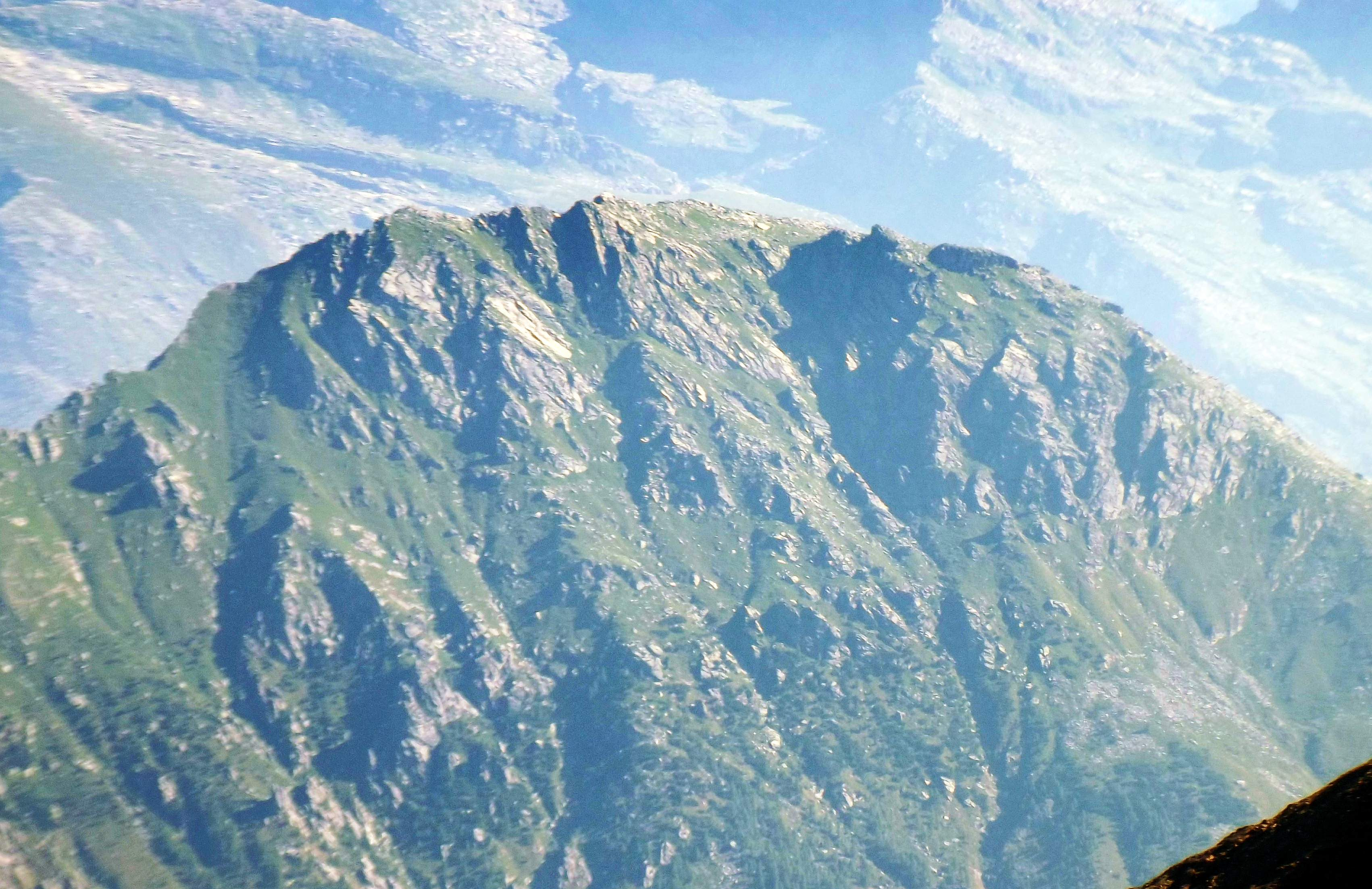
Il Dubia visto dalla Cima Chiavesso.

La montagna è separata dal monte Pellerin, situato ad est sullo spartiacque Valgrande/Val d'Ala, dal colle di Crosiasse (o Crociasse, 1.810 m) e da una insellatura senza nome a quota 1785. Dal Doubia parte verso sud-est il costolone che separa il solco principale della Val d'Ala dal vallone di Crosiasse e che culmina con il monte Plù, diviso quest'ultimo dal Doubia dal colle d'Attia (2.085 m).
In direzione ovest lo spartiacque Valgrande/Val d'Ala continua invece verso la punta Croset, separata dal Doubia dal colle dei Merli (2.285 m).
Sulla cima della montagna convergono i territori di quattro diversi comuni: Groscavallo, Chialamberto, Ceres e Ala di Stura. Sulla cima è anche collocato il punto geodetico trigonometrico dell'IGM denominato Monte Doubia (041027).

## Salita alla vetta
La vetta può essere salita per tracce di passaggio e massi accatastati segnalati da ometti partendo dal Colle d'Attia (2.104 m), a sua volta raggiungibile per comodo sentiero dal centro di Ala di Stura o anche, ma meno agevolmente, da Chialamberto località Cossiglia.
Dalla piazza del municipio di Ala di Stura (1.075 m) occorre seguire per un centinaio di metri lineari la strada asfaltata che sale su alla borgata Pian del Tetto, per poi svoltare subito a sinistra su un ponte con una sbarra e un cartello che indica Pian d'Attia, dove la strada diviene in breve sterrata. Si attraversano boschi di faggi molto suggestivi specialmente nella stagione autunnale e dalle case ci si dirige verso nord su agli alpeggi dell'Alpe d'Attia (1.740 m), ove si trovano le indicazioni per il suddetto Colle d'Attia.
Per godere in pieno dell'ampio panorama disponibile dalla vetta ed evitare le frequenti nebbie estive nonché la neve si consiglia di compiere l'ascensione all'inizio dell'autunno (mese di ottobre).